# Iona (Britse band)
Iona is een Britse rock- en folkband. De muziek van Iona wordt vaak onder de stroming Celtic gerekend, maar ook tot de progressive rock. De band is vernoemd naar het eiland Iona, dat bekend is vanwege de Iona-geloofsgemeenschap. De muziek en teksten van Iona zijn geïnspireerd op dit eiland en op het christelijk geloof.

## Geschiedenis
De band werd in 1989 opgericht door Dave Bainbridge en David Fitzgerald, samen met Joanne Hogg. In de jaren daarvoor waren alle drie lid van de begeleidingsband van Adrian Snell en hadden tijdens verschillende tournees voldoende gelegenheid om hun muzikale ideeën uit te wisselen. De Nederlander Frank van Essen werkte in die tijd ook mee in de begeleidingsband van Adrian Snell, maar had het aanvankelijk te druk. In 1990 sloot Nick Beggs (Kajagoogoo) zich bij Iona aan.

## Bandleden
- Dave Bainbridge (gitaar, toetsen, bouzouki)
- Joanne Hogg (zang, toetsen, gitaar)
- Martin Nolan (uilleann pipes, low whistles, tin whistles)
- Phil Barker (bas)
- Frank van Essen (drums, percussie, viool, zang)

### Voormalige bandleden
- David Fitzgerald (saxofoon, fluit)
- Nick Beggs (bas, Chapman stick)
- Terl Bryant (drums)
- Mike Haughton (fluit, saxofoon)
- Tim Harries (basgitaar)
- Troy Donockley (uillean pipes, fluit, gitaar)

## Discografie

### Studioalbums
- Iona (1990)
- The Book of Kells (1992)
- Beyond These Shores (1993)
- Journey into the Morn (1996)
- Open Sky (2000)
- The Circling Hour (2006)
- Another Realm (2cd) (2011)

### Verzamelalbums
- Treasures (1996)
- The River Flows: Anthology Vol. 1 (4cd) (2002)

### Livealbums
- Heaven's Bright Sun (2cd) (1997)
- Woven Cord (1999)
- Live in London (2cd) (2008)
- Edge Of The World - Live In Europe (2cd) (2013)

### Dvd's
- Iona (2004)
- Live In London (2dvd) (2006)